# جينا ريتشموند
جينا ريتشموند (بالإنجليزية: Jenna Richmond)‏ (18 ديسمبر 1991 بالإسكندرية في الولايات المتحدة - ) هي لاعبة كرة قدم أمريكية في مركز الوسط. شاركت مع منتخب الولايات المتحدة تحت 17 سنة للسيدات لكرة القدم ‏ ومنتخب الولايات المتحدة تحت 20 سنة للسيدات لكرة القدم ومنتخب الولايات المتحدة تحت 23 سنة للسيدات لكرة القدم ‏. أما مع النوادي، فقد لعبت مع نادي كانساس سيتي وPali Blues ‏.

## وصلات خارجية
- جينا ريتشموند على موقع قاعدة بيانات كرة القدم.إي يو (الإنجليزية)
- جينا ريتشموند على موقع Soccerway.com (الإنجليزية)